# EUobserver
EUobserver.com is een in Brussel gevestigde onafhankelijke Engelstalige nieuws- en opiniewebsite die bericht over de Europese Unie en ontwikkelingen in de Europese politiek. De website claimt de meest invloedrijke online krant over de Europese Unie te zijn en wordt door andere nieuwsorganisaties als 'goed ingevoerd' en 'een van de meest informatieve nieuwssites over Europa' gezien.
EUobserver, opgericht in 2000 door de Deense journaliste Lisbeth Kirk om het debat over ontwikkelingen wat betreft Europese zaken te ondersteunen, is als vereniging zonder winstoogmerk ingeschreven in België. Volgens de website zijn 500 Europarlementariërs geabonneerd op de dagelijkse nieuwsbrief en is de EUobserver samen met de Financial Times de meest gelezen nieuwsbron voor journalisten op gebied van Europees nieuws.
EUobserver behandelt onderwerpen als transparantie, corruptie, democratisering, homo-emancipatie, digitale burgerrechten, onderwijs en cultuur. Kritiek op de site is dat ze te veel focussen op Europa vanuit een Brussels perspectief.